# John Bolton (homme politique canadien)
Pour les articles homonymes, voir John Bolton et Bolton.
John Bolton (1824-1872) est un homme d'affaires et un homme politique canadien du Nouveau-Brunswick.

## Biographie
John Bolton est né le 18 novembre 1824 en Angleterre. Il émigre au Canada, devient marchand à Saint-Stephen et se lance en politique. Il est élu député fédéral libéral de la circonscription de Charlotte le 20 septembre 1867 et siège de ce fait durant la première législature de la Confédération.
John Bolton est mort à Saint-Stephen le 14 juillet 1872.